# SIMBOL-X
SIMBOL-X est un projet abandonné de télescope spatial à rayons X franco-italien qui devait être placé en orbite en 2014. Ce projet était développé  conjointement par le CNES et l'Agence spatiale italienne. SIMBOL-X devait permettre d'obtenir dans la gamme des rayons X durs  une résolution angulaire et une sensibilité proche de celle obtenue pour les "rayons X mous". Le télescope de 2 tonnes devait être lancé par une fusée Soyouz comportant un étage Fregat.

## Caractéristiques techniques
Le télescope qui opère dans la gamme d'énergie de ~ 0,5 à 100 keV est constitué de deux satellites naviguant en formation. Le premier satellite porte un miroir de 20 mètres distance focale qui est constitué d'une optique Wolter de type I unique comprenant 100 coques imbriquées. La surface effective obtenue s'échelonne entre 1 000 cm2 à 2 keV et 70 cm2 à 70 keV.  Le sensibilité est inférieure à 0.5 µCrab dans la bande 20  à   40 keV. Le second satellite, placé au plan focal, emporte un instrument unique de type spectroscope-imageur  ayant une résolution angulaire espérée   de 20 secondes d'arc à 40 keV et une résolution spectrale (E/E) de 40  à   6 keV et de 50  à   68 keV.
Le retour d'expérience sur le télescope spatial XMM-Newton a démontré que le  bruit de fond qui perturbe l'observation du rayonnement X à la périphérie de la Terre devient négligeable au-dessus de 75 000 km. Aussi le télescope est placé initialement sur une orbite elliptique de période 4 jours, de 20 000 km de périgée, avec un apogée à 180 000 km et une inclinaison d'environ 7° (imposée par le site de lancement) ce qui lui permet d'être durant 82 % du temps au-dessus de 75 000 km. Au bout de trois ans, le périgée a été porté à 36 000 km et l'inclinaison à 40°.

## Historique
Le projet est lancé en 2007. Le 20 mars 2009, le Comité des Programmes Scientifiques du CNES a définitivement arrêté le projet Simbol X. Ce projet a été soumis au second tour du programme Cosmic Vision de l'ESA mais n'a pas été sélectionné.